# Langendorf
Langendorf est une ville et une commune suisse du canton de Soleure, située dans le district de Lebern.

Vue aérienne (1958)